# Zirka, Iakîmivka
Zirka (în ucraineană Зірка) este un sat în comuna Rozivka din raionul Iakîmivka, regiunea Zaporijjea, Ucraina.

## Demografie
Componența lingvistică a localității Zirka
     Rusă (60,47%)
     Ucraineană (34,39%)
Conform recensământului din 2001, majoritatea populației localității Zirka era vorbitoare de rusă (60,47%), existând în minoritate și vorbitori de ucraineană (34,39%) și armeană (1,98%).